# Peter Wisdom
Pour les articles homonymes, voir Wisdom.
Peter Wisdom est un super-héros créé par Marvel Comics (Warren Ellis), apparu pour la première fois dans Excalibur #86, en 1995.
Il a été affilié pendant un temps à l'équipe mutante Excalibur. Son apparence, inchangée au fil de ses apparitions, fait tout de suite penser au personnage de DC Comics/Vertigo, John Constantine (Hellblazer).

## Biographie
Ancien agent des Services Secrets du Royaume-Uni, et membre de l'agence spécial Black Air, il collabora avec Excalibur, puis finit par les rejoindre.
Il eut une relation avec Shadowcat, bien plus jeune que lui.(D'où une certaine controverse au sein de la Maison Marvel)[réf. nécessaire].
Il eut une violente altercation avec Peter Raspoutine (Colossus) lorsque celui-ci découvrit cette liaison.
Les aventures d'Excalibur et les aperçus du futur semble indiquer qu'il deviendra un membre important de la communauté mutante. Dans certaines, il est même présenté chauve et en fauteuil roulant à l'image du professeur Xavier.
Quelque temps plus tard, il demanda l'aide de l'équipe X-Force pour retrouver un appareil cybernétique perdu à Génosha, contrôlé par Magnéto.
Il fut apparemment assassiné par sa propre sœur, Romany. Mais à l'insu de tous, il survécut.
Il apparut  par la suite dans la série Wisdom, travaillant pour le MI-13 au département des affaires paranormales.
Il était à la tête d'une équipe composée de :
- Captain Midlands
- Tink (la fille d'Obéron)
- John le Skrull(un membre des skrulls beatles)
- Maureen Raven, une clairvoyante

Il officie également dans l'équipe Excalibur.

## Divers
- Il est plusieurs fois habillé comme le professeur Xavier : dans les visions futuristes d'Excalibur, dans sa convalescence après sa dispute avec Colossus (cloitré dans un fauteuil roulant, affublé d'un bonnet de douche)
- Il est fumeur et un très gros consommateur de café. Il raille Moira Mac Taggert sur son café, elle tente de l'empêcher de fumer dès que possible. Kitty Pryde fera de même dans une moindre mesure.
- Le personnage a été créé pour avoir une histoire d'amour avec Kitty Pryde : les noms se font écho "Pryde/pride" (fierté) et "wisdom" (sagesse)
- Maureen avec qui il aura une aventure, lui parlera de sa fierté mal placée car il répète "fierté" dans ses cauchemars (allusion à Kitty Pryde)

## Pouvoirs
- Pete absorbe l'énergie ambiante et peut la restituer en projetant du bout de ses doigts des lames de plasma, brûlantes comme un soleil.
- Il a reçu une formation d'agent secret et de contre-espionnage.

## Apparition dans d'autres médias
Interprété par Rob Delaney, le personnage apparaît pour la première fois au cinéma en 2018 dans Deadpool 2. Quadragénaire moustachu un peu bedonnant, qui contrairement au personnage de comics n'a pas le moindre superpouvoir, il rejoint par curiosité l'équipe X-Force créée par Deadpool, mais meurt malencontreusement lors de la première (et unique) mission de la bande. Il sera cependant sauvé par Deadpool lorsque celui-ci voyagera dans le temps avec la montre temporelle de Cable.
Dans Deadpool et Wolverine, qui se passe six ans après Deadpool 2, Peter travaille avec Wade dans une concession automobile, gardant précieusement le costume de son ami dans son casier.